# Миснево (Тверская область)
Миснево — деревня в Калининском районе Тверской области. Относится к Эммаусскому сельскому поселению.
Расположена к юго-востоку от Твери, в 6 км от центра поселения посёлка Эммаусс. Рядом — село Кузьминское.

## Население
В 1997 году — 19 хозяйств, 30 жителей. По данным на 2008 год население деревни составило 62 человека.